# Jolyelmis auyana
Jolyelmis auyana là một loài bọ cánh cứng trong họ Elmidae. Loài này được Spangler & Faitoute miêu tả khoa học năm 1991.